# Éric Cubilier
Éric Cubilier, né le 9 août 1979 à Nice, est un footballeur français.

## Biographie

### Débuts à Nice (1999-2001)
Éric Cubilier passa toute son enfance à Saint-Laurent-du-Var, aux Pugets, et a d'abord pratiqué le tennis, discipline dans laquelle il excellait. Vint ensuite sa première licence signée au Stade Laurentin football, mais son éducateur de l'époque, en l'occurrence Pascal Herbette, lui demanda de faire un choix entre ses deux passions. Dès lors, il s'engagea à part entière dans le football ce qui lui valut d'être repéré par l'OGC Nice trois années plus tard. Il n'intègre pas immédiatement le centre de formation puisque domicilié à quelques kilomètres du centre d'entraînement. En 1999, il joue son premier match au niveau professionnel en entrant en jeu lors de la dernière journée de la saison 1998-1999, alors que le club niçois évolue en Division 2. Il fait 11 apparitions la saison suivante avant de commencer à s'affirmer en tant que titulaire lors de la saison 2000-2001, disputant 28 matchs.

### Monaco et les prêts (2001-2006)
Il se fait alors remarquer par le prestigieux voisin : l'AS Monaco. Il signe un contrat avec le club de la Principauté, débutant au plus haut niveau national et se fait une place dans l'équipe nouvellement entraînée par Didier Deschamps. Il joue plus épisodiquement la saison suivante alors que l'équipe termine à la 2e place et remporte la Coupe de la Ligue.
Éric Cubilier est alors prêté au Paris Saint-Germain où il ne joue pratiquement pas alors qu'il fut perturbé par le décès de sa mère. Il remporte un nouveau trophée avec un succès en Coupe de France même si, comme l'année précédente, il ne dispute pas la finale. Il ne reste pas dans le club de la capitale mais se fait de nouveau prêter, au RC Lens cette fois. Il retrouve une place de titulaire mais n'est pas conservé par le club nordiste. Lors de la saison 2005-2006, il retrouve donc Didier Deschamps à Monaco remplacé en cours de saison par Francesco Guidolin. Cependant, Cubilier ne joue pratiquement pas.

### FC Nantes (2006-2008)
Pour se relancer, il est transféré à l'été suivant au FC Nantes. Mais il connait une mauvaise saison puisqu'il ne joue que 19 matchs et est relégué avec son équipe, terminant à la dernière place du classement. Seule consolation, il marque son premier but en Ligue 1 sous le maillot des Canaris lors d'un FC Nantes-AS Saint-Étienne (2-2), où il ouvre le score d'une reprise de volée à l'angle de la surface.
Il est placé sur la liste des transferts par Michel Der Zakarian et ne retourne finalement pas en Ligue 2 puisqu'il est prêté au FC Metz dans les dernières heures du "mercato" estival. Il réussit à se faire une place de titulaire mais son équipe est à son tour reléguée, terminant de nouveau à la dernière place.
Il retourne alors à Nantes, promu entre-temps en Ligue 1, mais Michel Der Zakarian lui signifie qu'il ne compte toujours pas sur lui. Placé dans un groupe d'indésirables avec d'autres joueurs, il fait appel à un huissier afin que celui-ci constate le non-respect de son contrat. Le 26 octobre 2008, le FC Nantes lui annonce son licenciement pour "faute grave".

### Fin à Bastia (2009-2010)
Libéré de son contrat, il effectue un essai d'une semaine à Bastia en janvier 2009 et signe un contrat d'un an et demi, retrouvant ainsi la Ligue 2 près de 10 ans après l'avoir quittée. Pénalisé par des blessures, il ne joue que 11 matchs sans particulièrement démériter.
Jouant sa fin de carrière sous infiltration (double hernie lombaire et cervicale), Cubilier décide de la stopper sous le maillot du SC Bastia à 31 ans. Il devient consultant radio pour France Bleu Azur.

## Statistiques
| Saison                | Club                       | Championnat           | Championnat | Championnat | Coupe nationale | Coupe nationale | Coupe de la Ligue | Coupe de la Ligue | Compétition(s) continentale(s) | Compétition(s) continentale(s) | Compétition(s) continentale(s) | Total | Total |
| Saison                | Club                       | Division              | M.          | B.          | M.              | B.              | M.                | B.                | Comp.                          | M.                             | B.                             | M.    | B.    |
| 1998-1999             | OGC Nice                   | Division 2            | 1           | 0           | -               | -               | -                 | -                 | -                              | -                              | -                              | 1     | 0     |
| 1999-2000             | OGC Nice                   | Division 2            | 11          | 0           | -               | -               | -                 | -                 | -                              | -                              | -                              | 11    | 0     |
| 2000-2001             | OGC Nice                   | Division 2            | 28          | 1           | -               | -               | 1                 | 0                 | -                              | -                              | -                              | 29    | 1     |
| 2001-2002             | AS Monaco                  | Division 1            | 22          | 0           | 3               | 0               | 3                 | 0                 | -                              | -                              | -                              | 28    | 0     |
| 2002-2003             | AS Monaco                  | Ligue 1               | 18          | 0           | -               | -               | 3                 | 0                 | -                              | -                              | -                              | 21    | 0     |
| 2003-2004             | Paris Saint-Germain (prêt) | Ligue 1               | 15          | 0           | 3               | 0               | 1                 | 0                 | -                              | -                              | -                              | 19    | 0     |
| 2004-2005             | RC Lens (prêt)             | Ligue 1               | 31          | 0           | 1               | 0               | 3                 | 0                 | -                              | -                              | -                              | 35    | 0     |
| 2005-2006             | AS Monaco                  | Ligue 1               | 13          | 0           | 1               | 0               | 2                 | 0                 | C3                             | 4                              | 0                              | 20    | 0     |
| 2006-2007             | FC Nantes                  | Ligue 1               | 19          | 1           | 1               | 0               | 1                 | 0                 | -                              | -                              | -                              | 21    | 1     |
| 2007-2008             | FC Metz (prêt)             | Ligue 1               | 22          | 0           | 2               | 0               | 2                 | 0                 | -                              | -                              | -                              | 26    | 0     |
| 2008                  | FC Nantes                  | Ligue 1               | -           | -           | -               | -               | -                 | -                 | -                              | -                              | -                              | 0     | 0     |
| 2009                  | SC Bastia                  | Ligue 2               | 11          | 0           | -               | -               | -                 | -                 | -                              | -                              | -                              | 11    | 0     |
| 2009-2010             | SC Bastia                  | Ligue 2               | 18          | 0           | -               | -               | 1                 | 0                 | -                              | -                              | -                              | 19    | 0     |
| Total sur la carrière | Total sur la carrière      | Total sur la carrière | 209         | 2           | 11              | 0               | 17                | 0                 | -                              | 4                              | 0                              | 241   | 2     |

## Palmarès
- Vainqueur de la Coupe de la Ligue en 2003 avec l'AS Monaco
- Vainqueur de la Coupe de France en 2004 avec le Paris SG